# 주콩고 민주 공화국 대한민국 대사관
주콩고 민주 공화국 대한민국 대사관(프랑스어: Ambassade de la République de Corée en République Démocratique du Congo)은 1969년 콩고 민주 공화국 킨샤사에 개설된 대한민국 외교부 소속의 대사관이다. 이 공관은 콩고 공화국을 겸임하고 있다.

## 역사
콩고 민주 공화국은 대한민국과는 1963년 4월에, 조선민주주의인민공화국과는 1972년 2월에 수교 관계를 맺었으며, 상주 공관이 없다가 1969년 12월 29일에 공관이 개설되었다. 그러나 대사의 파견이 늦어져 1974년에 임명진 초대 대사가 부임했다.
1998년 12월 공관을 폐쇄했다가 2005년 1월 공관이 재개설된다. 그러나 대사급 공관은 아니고, 1인 공관 체제였다. 2008년 7월에 대사관으로 승격되어 지금에 이른다.
대한민국은 1990년 7월에 주한 콩고 민주 공화국 대사관을 개설되었다.

## 같이 보기
- 주한 콩고 민주 공화국 대사관
- 대한민국의 재외공관 목록
- 콩고 민주 공화국 주재 외국공관 목록
- 대한민국-콩고 민주 공화국 관계